# Técnicas de cabeça do caratê
Atama waza (頭技), ou Atamatokata waza (頭と肩技, técnicas de cabeça e ombros), são aquelas técnicas do caratê que são executadas com o emprego da cabeça, como arma de ataque e defesa chama-se, ou ainda com o emprego de cabeça e ombros, pois de geral os movimentos têm essas duas partes em objeto. Ainda que hoje em dia não se veja o emprego da cabeça no caratê, é uma parte importante.

## Atama uchi
Atama uchi (em japonês:  頭打ち) ou Atama tte (頭当て)
São os golpes disferidos exatamente com a cabeça. Ainda que não se tenha desenvolvido com treinamento, há alguns pontos que são naturalmente mais resistentes, como a parte frontal média e sua correspondente traseira. Os golpes dificilmente serão conclusivos para deixar nocauteado o adversário, porém podem ser muito eficientes para livramento numa situação de imobilização na qual o oponente esteja muito próximo e deixe áreas vulneráveis. O foco principal da técnica são o rosto e a têmpora.
Como sucede com os golpes de joelho e cotovelo, não se trata exatamente de uma técnica de pancada em sentido estrito mas uma técnica contundente.